# Bernard Manin
Bernard Manin (Marsella, 19 de abril de 1951-1 de noviembre de 2024), fue un filósofo francés especialista del pensamiento político y conocido por sus trabajos sobre las instituciones de excepción, el liberalismo y la democracia representativa.

## Biografía
Fue director de estudios en la EHESS (École des hautes études en sciences sociales) y profesor en la New York University. 
Su obra Los Principios del Gobierno Representativo publicado en 1995 se ha convertido en un clásico de las ciencias políticas.

## Obras

### Sobre la socialdemocracia
- La Social-démocratie ou le compromis, avec Alain Bergounioux, Presses universitaires de France, París, 1979
- Le Régime social-démocrate, avec Alain Bergounioux, Presses Universitaires de France, París, 1989

### Sobre el liberalismo en elsigloXVIII
- « Montesquieu et la politique moderne », Cahiers de philosophie politique, nº185, p.157-229
- « Les deux libéralismes. La règle et la balance », dans La Famille, la Loi, l'État. De la Révolution au Code civil, dirigé par Christian Biet et Irène Théry, Imprimerie nationale et Centre national d'art et de culture Georges-Pompidou, París, 1989, p.372–389
- (en inglés) « Checks, Balances and Boundaries. The Separation of Powers in the Constitutional Debate of 1787 », dansThe Invention of the Modern Republic, dirigé par Biancamaria Fontana, Cambridge University Press, Cambridge, 1994, p.27–62
  - Version augmentée (en francés), « Freins, frontières et contrepoids. La séparation des pouvoirs dans le débat constitutionnel américain de 1787 », Revue française de science politique, volume 44 n.º 2, avril 1994
- Articles « Montesquieu » et « Rousseau » du Dictionnaire critique de la Révolution française, dirigé par François Furet et Mona Ozouf, Flammarion, Paris, 1988, p.728–741 et 829–843
- Un voile sur la liberté. La Révolution française du libéralisme à la Terreur, Fayard, Paris, à paraître

### Sobre el gobierno representativo
- Principes du gouvernement représentatif, 1995
  - Traducción en español, Los Principios del Gobierno Representativo, Alianza Editorial, Madrid, 1999
  - Traducción en inglés, The Principles of Representative Government, Cambridge University Press, Cambridge, 1996
  - Traducción en sueco Den representativa demokratins principer, SNS Forlag, Stockholm, 1997
  - Traducción en alemán, Kritik der repräsentativen Demokratie, Matthes & Seitz, Berlín, 2007
  - Traducción en italiano, Principi del governo rappresentativo, Casa editrice Il Mulino, Bologna, 2010
  - Traducción en persa, مبانی حکومتهای مردم سالار, Dr. Mohammad Saeid TAHERI MOOSAVI, KHORSAND Edition, Tehran, 2017.
- (en inglés) Democracy, Accountability and Representation, codirection avec Adam Przeworski et Susan Stokes, Cambridge University Press, Cambridge, 1999
- « Limites de la dimension démocratique du gouvernement représentatif », Problèmes politiques et sociaux, n.º 959, avril 2009, p.17

### Sobre el debate en democracia
- « Volonté générale ou délibération. Esquisse d'une théorie de la délibération politique », Le Débat, n.º 33, janvier 1985, p.72–93
- « Les conditions du bon débat », entretien avec Nicolás Journet, Sciences humaines, numéro 169, mars 2006, p.44